# 培养皿

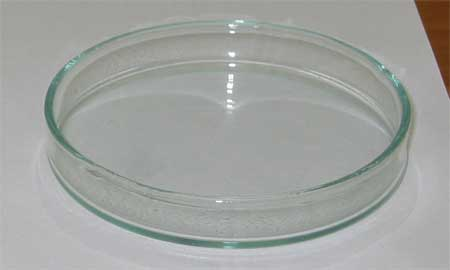
玻璃培養皿的下半部

培養皿（英語：Petri dish, Petrie dish, Petri plate, cell-culture dish），以德國細菌學家朱利斯·理察·佩特里之名命名，是一種淺圓柱形且附蓋的玻璃或塑膠碟子，用以培養如細菌或小型苔蘚等細胞。
現代的培養皿在其底部，有著獨特的環狀突起或凹槽，以避免數個培養皿堆疊時互相滑動。多個培養皿也可以放置在一個塑膠容器當中，做成一個「多孔盤」（multi-well plate）。玻璃的培養皿經過殺菌（如以高壓釜或以熱空氣滅菌器進行160°C乾燥加熱滅菌）後可以重複使用，而塑膠的培養皿通常會在實驗過後予以（或與培養物一起）拋棄，以避免污染。

## 微生物學

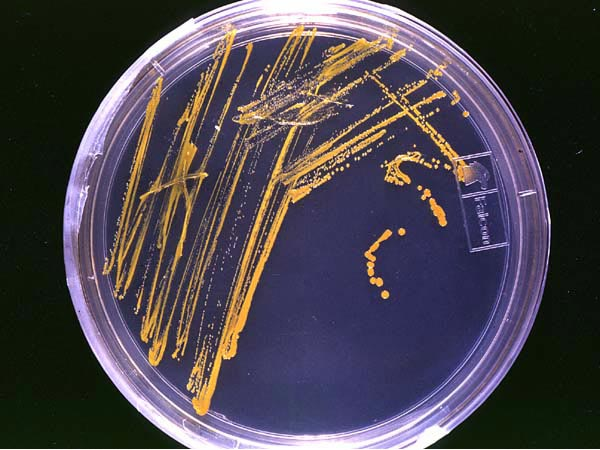
生長著細菌菌落的培養皿，其培養基基底為洋菜

培養皿通常會使用瓊脂平板，以進行微生物研究，其中會部分充填液態洋菜，並混合特定成分，如營養物、血液、鹽類、糖類、染劑、指示劑、胺基酸或抗體等。當洋菜冷卻固化之後，就可以將充滿微生物的樣本接種於該培養皿上。病毒或噬菌體的培養需要兩個階段的接種：當洋菜固化後，細菌於其培養基上生長，作為病毒接種的宿主。
培養皿在培養時需要予以倒置，以降低空氣中顆粒沉降於樣本的風險，也能防止水蒸氣積累於樣本等任何足以危害或干擾培養的狀況。
科學家會將細胞培養於天然或人工的環境當中來研究其表型。然而，無論將細胞培養於培養皿的液體中或其洋菜凍上，是一種昂貴與勞力密集的任務。

## 其他用法
培養皿也可以用在細胞培養，採用的是液體溶液或固體洋菜凍。空的培養皿也可以用於觀察植物發芽、非常小型動物的習性或其他每日實驗室的操作習慣，如在烘箱中乾燥液體、攜帶或存放樣本。由於培養皿表面透明度高且為平面，這意味著培養皿通常可以用來當成暫時的容器，於低倍率顯微鏡下觀察樣本，尤其是用於液體的樣本。

## 培養皿與藝術

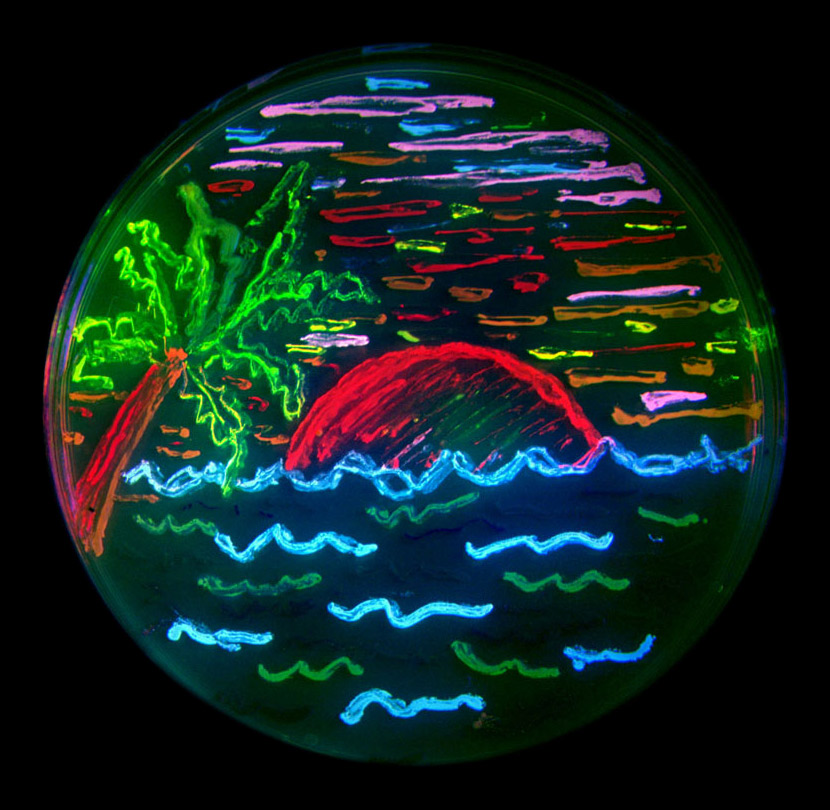
此聖地牙哥海灘景色作品，採用了8種不同細菌菌落的螢光蛋白色調表現，這些螢光蛋白色調是來源於綠色螢光蛋白與紅色螢光珊瑚蛋白dsRed

以色列攝影師與影片藝術家米哈爾·羅夫納曾使用培養皿作為眾多展覽會上的素材，以投射數幅人體的影像，表現出其舞蹈與動作。安東尼·布萊迪爾-納米亞斯（Antoine Bridier-Nahmias）則刻意讓黴菌生長於培養皿中，通常會讓黴菌以對稱的方式生長，並採用些許具有吸引力的顏色。這些照片皆放置於他的「魔法污染」（Magical Contamination）部落格上。